# Invaders Must Die
Invaders Must Die – piąty album studyjny brytyjskiego zespołu The Prodigy, wydany 23 lutego 2009 nakładem wytwórni Take Me to the Hospital. 26 listopada 2008 ukazał się promujący album singiel, również zatytułowany "Invaders Must Die", a tydzień później, na kanale YouTube the Prodigy i usłudze Xbox Live Marketplace – teledysk do tego utworu. Kolejnym drugim singlem z tej płyty, okazała się być druga w kolejności piosenka "Omen". Została wydana na singlu 16 lutego 2009 roku. 11 maja 2009 ukazał się trzeci singiel, "Warrior’s Dance". Utwór ten został wykorzystany do gry Colin McRae: DiRT 2.
Invaders Must Die odniósł znacznie większy sukces komercyjny niż poprzedni album Always Outnumbered, Never Outgunned, jednakże oceny krytyków były mieszane. Czwartym i ostatnim singlem albumu został wydany 31 sierpnia 2009 roku utwór "Take Me to the Hospital".
W Polsce album osiągnął status złotej płyty.

## Lista utworów
1. "Invaders Must Die" – 4:55
2. "Omen" – 3:36
3. "Thunder" – 4:08
4. "Colours" – 3:27
5. "Take Me to the Hospital" – 3:39
6. "Warrior’s Dance" – 5:12
7. "Run with the Wolves" – 4:24
8. "Omen Reprise" – 2:14
9. "World’s on Fire" – 4:50
10. "Piranha" – 4:05
11. "Stand Up" – 5:30

Lost Beats (Płyta dodatkowa)
1. "The Big Gundown" - 4:21
2. "Black Smoke" - 3:26
3. "Wild West" - 4:15
4. "Fighter Beat" - 3:32

## Twórcy
- Keith Flint – śpiew
- Liam Howlett – instrumenty klawiszowe, produkcja muzyczna
- Maxim Reality – śpiew
- Amanda Ghost – wokal wspierający (utwór "Colours")
- Dave Grohl – perkusja (utwory "Run With The Wolves", "Stand Up")
- Tim Hutton – gitara (utwór "Colours"), waltornia (utwór "Piranha")
- James Rushent – współprodukcja muzyczna (utwory "Invaders Must Die", "Omen")

## Pozycje na listach
| Lista | Kraj   | Pozycja |
| ----- | ------ | ------- |
| OLiS  | Polska | 3       |